# Championnats d'Europe de triathlon 1995
Navigation
Édition précédente Édition suivante
Les championnats d'Europe de triathlon 1995 sont la onzième édition des championnats d'Europe de triathlon, une compétition internationale de triathlon sous l'égide de la fédération européenne de ce sport. L'épreuve est constituée de 1 500 mètres de natation, 40 kilomètres de vélo puis 10 kilomètres de course à pied.
Cette édition se tient dans la ville suédoise de Stockholm et elle est remportée par l'Allemand Rainer Müller-Hörner chez les hommes et par la Française Isabelle Mouthon-Michellys chez les femmes.

## Palmarès

### Hommes
| Rang               | Triathlète           | Temps           |
| ------------------ | -------------------- | --------------- |
| Médaille d'or      | Rainer Müller-Hörner | 1 h 46 min 24 s |
| Médaille d'argent  | Luc Van Lierde       | 1 h 47 min 5 s  |
| Médaille de bronze | Spencer Smith        | 1 h 47 min 28 s |
| 4                  | Ralf Eggert          | 1 h 47 min 34 s |
| 5                  | Olivier Marceau      | 1 h 47 min 55 s |
| 6                  | Normann Stadler      | 1 h 48 min 0 s  |
| 7                  | Rob Barel            | 1 h 48 min 11 s |
| 8                  | Dennis Looze         | 1 h 48 min 14 s |
| 9                  | Markus Keller        | 1 h 48 min 14 s |
| 10                 | Dmitriy Gaag         | 1 h 48 min 17 s |

### Femmes
| Rang               | Triathlète                 | Temps           |
| ------------------ | -------------------------- | --------------- |
| Médaille d'or      | Isabelle Mouthon-Michellys | 1 h 59 min 32 s |
| Médaille d'argent  | Natascha Badmann           | 2 h 1 min 12 s  |
| Médaille de bronze | Suzanne Nielsen            | 2 h 2 min 20 s  |
| 4                  | Béatrice Mouthon           | 2 h 2 min 52 s  |
| 5                  | Ute Schäfer                | 2 h 3 min 22 s  |
| 6                  | Ines Estedt                | 2 h 3 min 49 s  |
| 7                  | Mieke Suys                 | 2 h 4 min 17 s  |
| 8                  | Loretta Sollars            | 2 h 4 min 38 s  |
| 9                  | Jasmine Hämmerle           | 2 h 4 min 55 s  |
| 10                 | Wieke Hoogzaad             | 2 h 5 min 36 s  |